# Awang Usman
Awang Usman (Johor, 12 de julio de 1929 - Kuala Lumpur, 29 de noviembre de 2001) fue un destacado poeta malasio, y figura literaria, llegando a ser llamado penyair rakyat (en idioma malayo: "poesta del pueblo"). Utilizó entre otros seudónimos el de Tongkat Warrant.

## Carrera
Fue bautizado como "Wan Osman Wan Awang", pero él cambió su nombre por "Awang Usman". Su madre falleció cuando él era muy pequeño y su padre era pescador. Desde muy joven se sintió atraído por la escritura. La pobreza truncó sus deseos de realizar estudios superiores.
Antes de comenzar a escribir, trabajó un corto periodo de tiempo como policía.
En 1950 ingresa al grupo periodístico llamado Utusan Melayu, que abandona en 1961. Fue fundador y secretario de Angkatan Asas 50 (Generación de los cincuenta), un grupo de escritores.
En 1962 ingresa a la Agencia Literaria malaya, la Dewan Bahasa dan Pustaka, de la cual años más tarde fue director e integrante del departamento de investigación literaria.
Falleció en 2001 en Kuala Lumpur, luego de años de sufrir afecciones cardíacas.

## Obra
Su obra tiene relación con la libertad y la justicia social como temas que lo ocupan, y un apoyo al nacionalismo malayo en sus primeras composiciones.
- La gran ola (1961, poesía).
- Latido (1963, cuentos).
- Espina y fuego (1967, poesía).
- Invitado a Kenny Hill (1968, recopilación de obras de teatro).
- Huesos dispersos (1976, novela).
- Saludos al continente (1982, poesía).

## Premios
- 1976 Anugerah Pejuang Sastera.
- 1983 Premio Nacional de Malasia.